# Metawithius chamundiensis
Metawithius chamundiensis är en spindeldjursart som beskrevs av Sivaraman 1980. Metawithius chamundiensis ingår i släktet Metawithius och familjen Withiidae. Inga underarter finns listade i Catalogue of Life.